# خرافة الجمال
خرافة الجمال : كيف يستخدم مفهوم الجمال ضد المرأة هو كتاب واقعي من تأليف ناعومي وولف. نشر عام 1990 بواسطة دار (تشاتو وويندوس [الإنجليزية] للنشر في بريطانيا ودار وليام مورو وشركاه [الإنجليزية] للنشر في الولايات المتحدة. أعادت هاربر بيرنيال [الإنجليزية] نشره  عام 2002 بمقدمة جديدة.
الفرضية الأساسية لخرافة الجمال هي أنه كلما زادت السلطة الاجتماعية ومكانة المرأة، كذلك زاد الضغط للتقيد بمعايير اجتماعية غير واقعية للجمال الجسدي؛ نتيجة التأثيرات التجارية على وسائل الإعلام. هذا الضغط يؤدي إلى اتخاذ النساء سلوكيات غير صحية وانشغال كلا الجنسين بالمظهر، مما يقلل قدرة المرأة على أن تصبح فعالة ومُتقبلة من المجتمع. 

## ملخص
عرضت (وولف) التحليل الآتي في المقدمة:
«كلما ازداد تخطي المرأة للعقبات القانونية والمادية، كلما ازدادت مفاهيم الجمال الأنثوية صرامة وقسوة بدرجة كبيرة. وصلت المرأة خلال العقد الماضي للسلطة وفي تلك الأثناء، ازدادت اضطرابات الأكل بشكل طردي، وأصبحت الجراحة التجميلية التخصص الأسرع نموًا. الإباحية أصبحت الفئة الإعلامية الأساسية متقدمة علي الأفلام المشروعة والتسجيلات مجتمعين. ثلاثة وثلاثين ألف امرأة أمريكية أخبرت الباحثين أنها تفضل خسارة من عشرة إلى خمسين رطلًا على تحقيق أي هدف آخر. المزيد من النساء حصلن على المزيد من الأموال والسلطة والإمكانيات والاعتراف القانوني أكثر مما حصلنا عليه من قبل، ولكن فيما يتعلق بكيفية شعورنا تجاه جسدنا، قد نكون في الواقع أسوء مما كانت عليه جداتنا الغير متحررات».
تفترض وولف أيضًا أن فكرة (ايرون مايدن _ iron maiden) تعتبر معيار بطبيعته غير قابل للتطبيق، والذي استخدم لمعاقبة النساء جسديًا ونفسيًا لفشلهن في تحقيقه أو الالتزام به. تنتقد وولف صناعة الأزياء والجمال بأنها استغلال للنساء ولكنها تزعم أن خرافة الجمال تمتد لجميع مجالات العمل البشري. كتبت وولف أن النساء يجب أن يحصلن على حق اختيار ما نريد أن نفعله بوجوهنا وأجسادنا دون التعرض للعقاب بأيدولوجية تستعمل توجهات وضغوط اقتصادية وحتي أحكام قانونية لتقويضنا نفسيًا وسياسيًا فيما يتعلق بمظهر المرأة». رأت وولف أن النساء تعرضن للهجوم بخرافة الجمال في خمسة جوانب: العمل والدين والجنس والعنف والجوع. في النهاية تدعو وولف لتخفيف القواعد المعيارية للجمال.

## التأثير
أصبح كتاب وولف الأكثر مبيعًا بسرعة واستقطب ردود أفعال حادة من وسائل الإعلام العامة والرئيسية، رغم ذلك امتدحه العديد من الناشطات النسويات. كتبت الناشطة النسوية في الموجة النسوية الثانية (جيرمان جرير_ Germaine Greer) عن خرافة الجمال أنه: «المنشور النسوي الأكثر أهمية منذ (المرأة المَخْصِيَّة_ The Female Eunuch)». وكتبت (جلوريا استاينم_ Gloria Steinem): «خرافة الجمال كتاب ذكي وغاضب ومتبصر ودعوة واضحة للحرية، يجب أن تقرأه كل امرأة». الروائية البريطانية (فاي ويلدون, Fay Weldon) أَطلقت عليه: «مادة أساسية للمطالعة للمرأة الحديثة». وكتبت (بيتي فريدان_ Betty Friedan) في مجلة «ألور, Allure»: «خرافة الجمال والجدل الذي أثاره يمكن أن يكون بادرة أمل لطفرة جديدة في الوعي النسوي».
بعد نشر أسطورة الجمال, أصبحت وولف المتحدثة الرسمية الرئيسية لما عُرف لاحقًا بحركة الموجة النسوية الثالثة.

## النقد
انتقدت (كريستينا هوف سومرز_ Christina Hoff Sommers) وولف عام 1994 في (من سرق النسوية؟_ Who Stole Feminism) لنشرها ادعاء أن 150.000 امرأة تموت سنويًا في الولايات المتحدة الأمريكية بسبب فقدان الشهية قائلة أن الرقم الفعلي يرجح أن يكون ما بين 100 إلى 400 سنويًا.
كذلك قارنت ورقة بحثية في عام 2004 إحصائيات وولف لاضطرابات الأكل بإحصائيات دراسات وبائية خضعت لمراجعة الأقران واستنتجت أن «في المتوسط، يجب أن تُقسم إحصائية اضطرابات الأكل في أي طبعة لخرافة الجمال على ثمانية حتى تقترب من الإحصائية الحقيقية. وقد حسب (شويمايكر_ Schoemaker) أنه يوجد حوالي 250 وفاة سنويًا بسبب فقدان الشهية والذي يعتبر 286 مرة أقل من إحصائية وولف.
انتقدته أيضًا باحثة العلوم الإنسانية (كاميل باليا_ Camille Paglia) قائلة أن بحث وولف وتحليلها للتاريخ كان معيبًا.

## ارتباطه بدراسات المرأة
يفترض الباحثون في دراسات المرأة أن خرافة الجمال قوة فعالة تجعل النساء تركزن على صورة الجسد ومشتتات بها، وأنه يتيح لكلًا من الرجال والنساء وسيلة للحكم على النساء وتقيديهن بسبب مظهرهن الجسدي. تَعتبِر هذه الفرضية المجلات والملصقات والإعلانات التليفزيونية ووسائل التواصل الاجتماعي إحدى العديد من المنصات الحالية لترسيخ معايير الجمال عند كلا الرجال والنساء. يُقال أن الوجود اليومي وتداول هذه المنصات يجعل الهروب من تلك المثاليات شبه مستحيل. يواجه الرجال والنساء على السواء الأجسام المثالية التي يُسَّوق لها بأنها قابلة للتحقيق عبر الحميات الغذائية وعضويات الجيم. إلا أن هذه المعايير الجمالية غير صحية لمعظم الناس ولا يمكن تحقيقها بالحميات أو التمارين. غالبًا ما تعطي النساء لخسارة الوزن أهمية أكبر من الحفاظ على متوسط وزن صحي. ومن الشائع أن تَقُمن بتضحيات مادية وجسدية عظيمة لتحقيق هذه الأهداف. ومع ذلك، فإن الفشل في تجسيد هذه المثاليات يجعل النساء عرضة للنقد والتدقيق الاجتماعي.
الأهداف المثالية صعبة المنال ذُكِرَت كتفسير لازدياد معدلات الجراحة التجميلية و فقدان الشهية العُصابي (Anorexia). فقدان الشهية هو أحد أكثر اضطرابات الأكل شيوعًا في الدول الغربية والذي «يصيب ما يقدر ب 2.5 مليون شخص في الولايات المتحدة وحدها». أكثر من 90% من هذا العدد من المصابين بفقدان الشهية هم من الفتيات والشابات. هؤلاء يُعانين من «أمراض عقلية خطيرة تتضمن حميات قهرية وخسارة وزن حادة». هذه الخسارة في الوزن ناتجة عن تجويع أنفسهن طوعيًا لتحقيق مظهر أنحف. وكثيرًا ما يكون هذا مرتبط باضطراب النهام العُصابي (bulimia). الجذور النفسية العميقة لفقدان الشهية العًصابي تجعل من الصعب معالجته وغالبًا ما تمتد عملية الشفاء طوال الحياة.
تعتقد بعض الناشطات النسوية أن خرافة الجمال جزء من نظام يُعزز الهيمنة الذكورية. بالنسبة لنايومي وولف مثلًا. بينما تركز النساء اهتمامهن على شكلهن الجسدي بشكل متزايد، يأخذ تركيزهن على المساواة في الحقوق والمعاملة أولوية أقل. نفس الأمر نُوقِش في كتاب (سيمون دي بيفوار_ Simone de Beauvoir): (الجنس الثاني_ The Second Sex)، والذي يُسرد فيه تأثير المجتمعات التي تشترط على المراهقات والشابات أن يتصرفن بطريقة أنثوية. تشمل هذه التغيرات بالنسبة لبيفوار «مجموعة كبيرة من التوقعات الاجتماعية من بينها المظهر الجسدي، ولكن على عكس التوقعات الاجتماعية للأولاد، عادة ما تعيق التوقعات الاجتماعية الفتيات والنساء من التصرف بحرية». ذكرت بيفوار في نقاشها أن النساء تتعرضن لتدقيق في أشياء مثل الملابس، والمكياج، وأسلوب الحديث، والسلوكيات، بينما الرجال لا.
كشفت دراسات أن النساء حاليًا يسعين بجهد للتوصل إلى جمال مثالي لأنهن يدركن العلاقة بين الجمال والمكانة الاجتماعية. وفقًا لكتاب الطبيبة (فيفيان ديلر، Vivian Diller) «واجه الأمر: ما تشعر به النساء حقا عندما يتغير مظهرهن وما الذي يمكننا فعله حيال ذلك_ Face It: What Women Really Feel as their Looks Change and What to Do About It». تتفق معظم النساء على استمرارية ارتباط المظهر الحسن بالاحترام والمشروعية والسلطة في علاقاتهن. في عالم التجارة، الاعتماد على المظهر الخارجي في التوظيف والتقييم والترقيات يدفع النساء إلى إعلاء أهمية الجمال على عملهن ومهاراتهن.
على مر التاريخ، تغيرت معايير الجمال للنساء بشكل جذري لتمثل مواقف المجتمع. ففي أيام العبودية كان العرق ولون البشرة من العوامل الرئيسية لتقييم الجمال. صُنِفَت النساء ذوات البشرة الفاتحة مثاليات وتم عزلهن واستخدامهن لتبرير المعاملة الغير عادلة للنساء ذوات البشرة الداكنة. وفي بداية القرن العشرين، كان يتمثل جسد المرأة المثالي في بشرة شاحبة وخصر نحيل، أدى وجود النمش أو البقع الشمسية أو عيوب البشرة إلى انتقاد الآخرين. في عام 1920، اُعتِبرت النساء ذوات الجسد النحيل والصدر الصغير جميلات بينما أصبح الصدر الممتلئ وجسد الساعة الرملية الشكل المثالي للجسم في بداية الخمسينيات مما أدى إلى زيادة مفاجئة في جراحات التجميل واضطرابات الأكل. يُغَيَّر المجتمع باستمرار المُثِل الجمالية المجتمعية المفروضة على المرأة.()

## الفيلم
قامت «ناعومي وولف» في فبراير عام 2010 بإلقاء محاضرة مصورة مدتها 42 دقيقة في (جامعة كاليفورنيا اللوثرية_ California Lutheran University) بعنوان: خرافة الجمال: ثقافة الجمال، سيكولوجيته، وتأثيره على النفس. تم نشره علي أقراص الفيديو الرقمية (DVD) للاستعمال في الفصول الدراسية.

## وصلات خارجية
1. ↑  The Beauty Myth. pp. 10
2. ↑  The Beauty Myth, pp. 17-18, 20, 86, 131, 179, 218.
3. ↑  Reviews
4. ↑  Kim Hubbard, The Tyranny of Beauty, To Naomi Wolf, Pressure to Look Good Equals Oppression, People, June 24, 1991.
5. ↑  Sommers, Christina Hoff (1995). Who Stole Feminism? How Women Have Betrayed Women. New York: Simon & Schuster. pp. 11, 12. ISBN 0-684-80156-6.
6. ↑  A critical appraisal of the anorexia statistics in The Beauty Myth: introducing Wolf's Overdo and Lie Factor (WOLF)". Eat Disord. 12 (2): 97–102. 2004. doi:10.1080/10640260490444619. PMID 16864310.
7. ↑  "If you want to see what’s wrong with Ivy League education, look at The Beauty Myth. Paglia, Camille (1992). Sex, Art, Culture: New Essays. New York: Vintage, ISBN 978-0-679-74101-5
8. ↑  Parks, Peggy J (2009). Anorexia. San Diego, CA: ReferencePoint Press. pp. 6–10. ISBN 9781601520425.
9. ↑  Scholz, Sally J. (2010). Feminism: A Beginner's Guide. Oxford: Oneworld. pp. 158–164. ISBN 9781851687121.
10. ↑  Willens, Vivian Diller with Jill Muir-Sukenick; edited by Michele (2011). Face It: What Women Really Feel as their Looks Change and What to Do About It: A Psychological Guide to Enjoying Your Appearance at Any Age (3rd ed.). Carlsbad, Calif.: Hay House. ISBN 9781401925413.
11. ↑  Ryle, Robyn (2012). Questioning Gender: A Sociological Exploration. Thousand Oaks, Calif.: SAGE/Pine Forge Press. ISBN 9781412965941.
12. ↑  Wolf, Naomi (2010). The Beauty Myth: The Culture of Beauty, Psychology, & the Self. Los Angeles: Into the Classroom Media